# Катя (ураган, 2011)
Ураган «Катя» (англ. Hurricane Katia) — сильный ураган типа Кабо-Верде, который оказал значительное влияние на всю Европу как посттропический циклон. Одиннадцатый названный шторм, второй ураган и второй крупный ураган активного сезона ураганов в Атлантике 2011 года.
Хотя «Катя» прошла далеко к северу от Малых Антильских островов, в Гваделупе была объявлена «жёлтая тревога», чтобы уведомить жителей об опасных волнах. Сильные прибой вдоль восточного побережья США привели к гибели двух пловцов. Потеряв свои тропические характеристики, «Катя» вызвала многочисленные предупреждения по всей Европе. Ураганные ветры обрушились на множество мест, повалили деревья, опрокинули опоры электропередач и оставили тысячи людей без электричества. Шторм стал причиной двух смертей в Соединённом Королевстве: один в результате падения дерева на автомобиль в графстве Дарем, а другой во время аварии с участием нескольких автомобилей на автомагистрали M54 в результате неблагоприятных погодных условий. Посттропический циклон нанёс ущерб примерно в 100 млн фунтов стерлингов (157 млн долларов США в 2011 году) только в Великобритании.

## Метеорологическая история

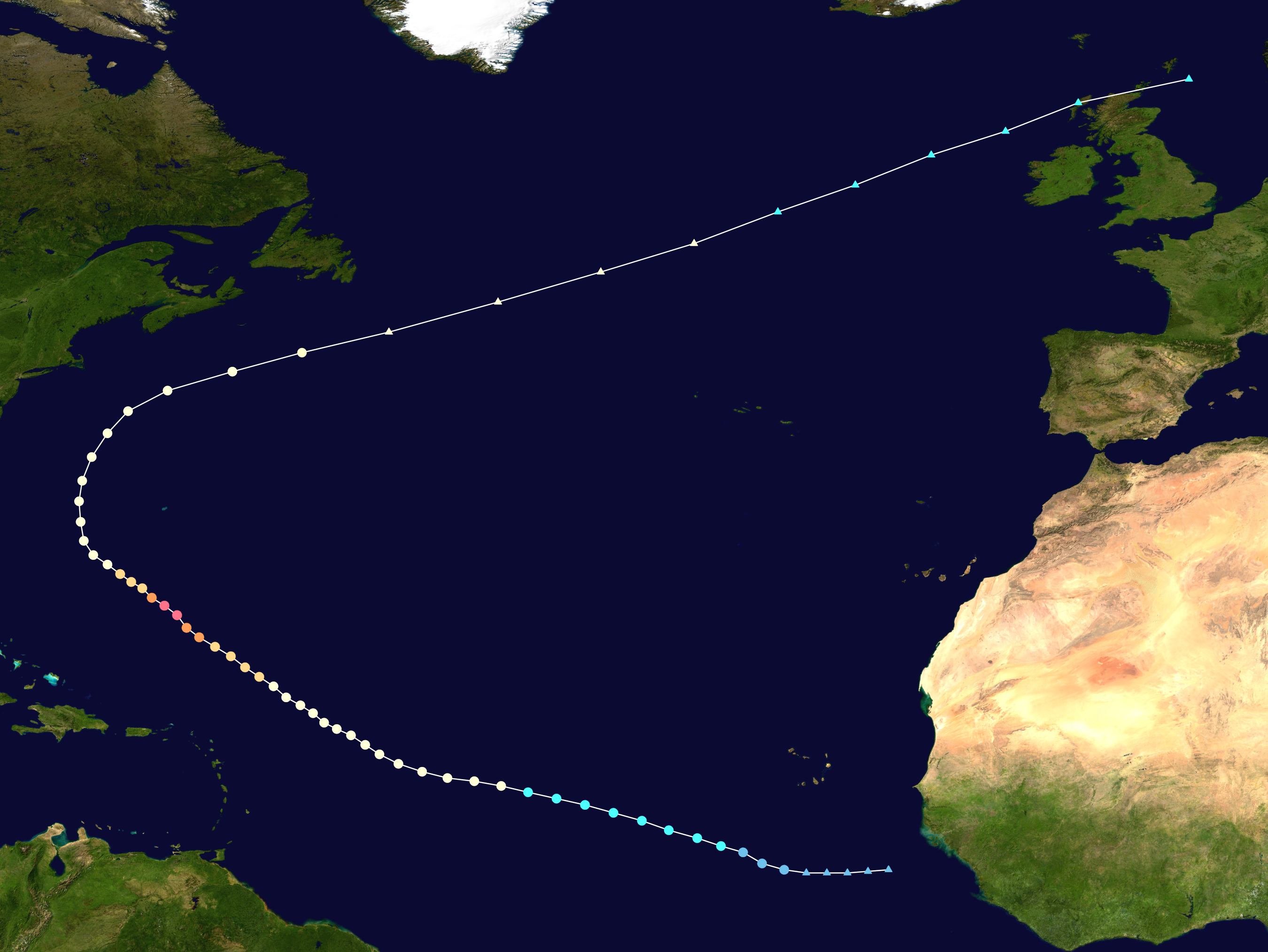
Карта пути и интенсивности Урагана Катя по шкале Саффира — Симпсона

27 августа Национальный центр ураганов (NHC) начал наблюдение за большой конвекцией, связанной с тропической волной недалеко от западного побережья Африки.  Область низкого давления, образованная в связи с возмущением на следующий день,  приобретает достаточную организацию, чтобы быть объявленной тропической депрессией к 06:00 UTC 29 августа примерно в 430 милях (690 км) к юго-западу от самой южной части Кабо. Острова Верде. Впадина первоначально боролась с её четко определённым центром, смещенным около северо-восточного края конвекции шторма в результате сильного северо-восточного сдвига ветра.  К 00:00 UTC 30 августа, однако, усиление конвективной организации циклона ознаменовало его усиление в тропический шторм Катя.
Катя шла с запада на северо-запад в течение нескольких дней, руководствуясь обширным гребнем среднего уровня на север от циклона. Сильные ветры на верхних уровнях, которые воздействовали на циклон, постепенно стихали, что позволило расширить центральную плотную облачность, сформировать большую изогнутую полосу в южном полукруге и развить полосатость взгляда на микроволновых изображениях. Оценки интенсивности спутников соответственно увеличились, что побудило NHC повысить интенсивность  до урагана «Катя» в 00:00 UTC 1 сентября, в то время как шторм находился примерно в 1350 милях (2175 км) к востоку от Подветренных островов.  Хотя прогнозировалось, что условия будут оставаться благоприятными для дальнейшей интенсификации. Спутниковые изображения и микроволновые изображения показали, что сухой воздух на среднем уровне начал разрушать конвекцию у глаз сразу после усиления шторма, а ветры на верхнем уровне в конечном итоге стали менее благоприятными, когда Катя приблизилась к острому жёлобу на верхнем уровне. В результате шторм сохранял свой статус минимального урагана в течение почти трех дней, при этом на спутнике появлялись только частичные или полосатые глаза.

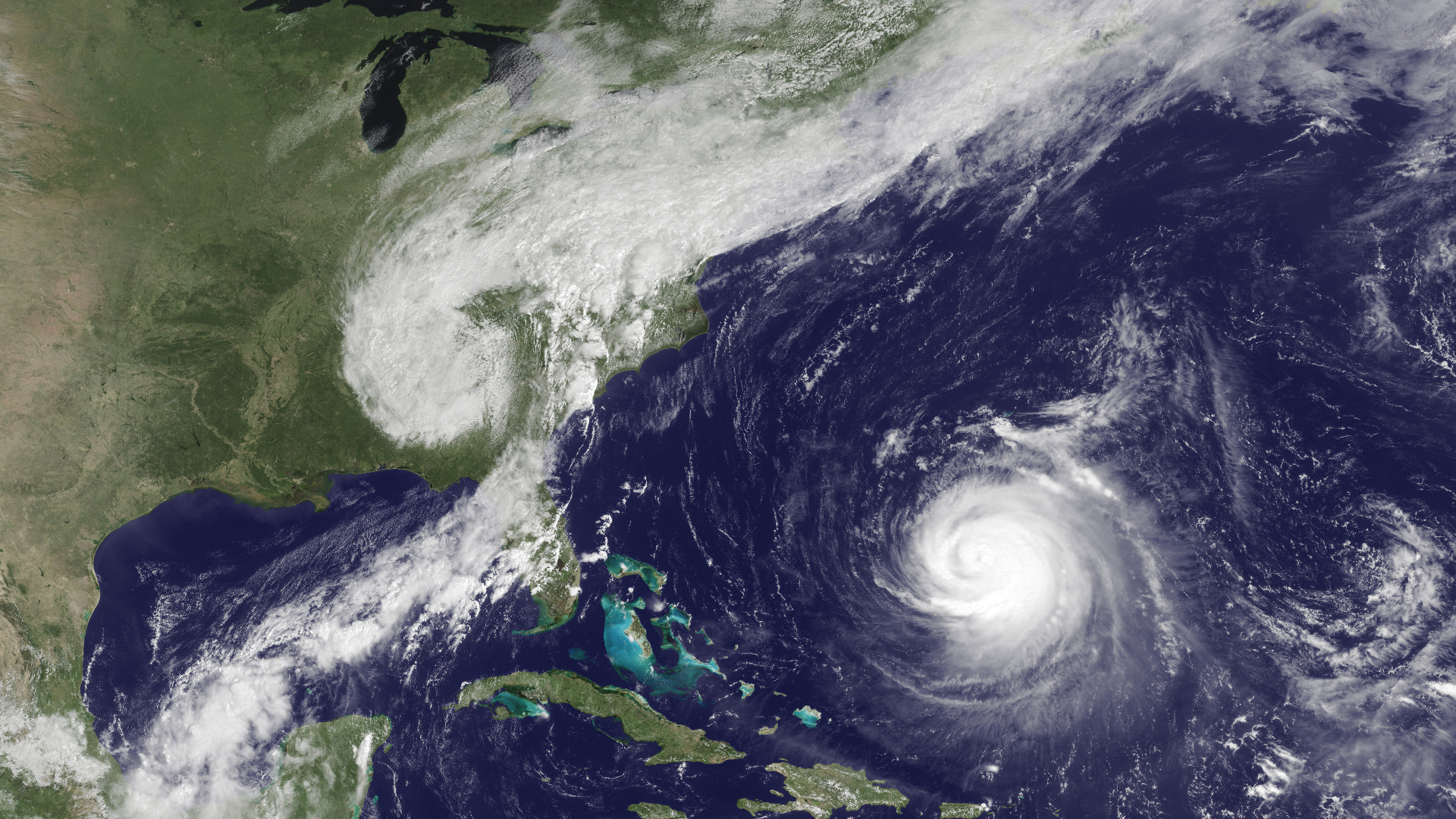
Остатки Ли (слева) и Ураган Катя (слева) 6 сентября

Рано утром 4 сентября ураган прошёл под большим антициклоном верхнего уровня, что послужило спасением от сильного сдвига юго-западного ветра. Хотя его конвективная организация ещё не стала полностью симметричной, на инфракрасных изображениях глаз становился все более заметным. Центр переместился очень близко к бую 41044 Национального управления океанических и атмосферных исследований, который зарегистрировал максимальный устойчивый ветер 90 миль в час (145 км / ч) и максимальный порыв ветра 108 миль в час (174 км / ч) - около 12:00 UTC, что указывает на то, что Катя переросла в ураган 2 категории. Хотя цикл замены стенок глаз ненадолго привел к ухудшению конвективной картины шторма, Катя достигла статуса крупного урагана — категории 3 или выше по шкале ураганов Саффира — Симпсона — к 12:00 UTC 5 сентября. Двенадцать часов спустя циклон перерос в ураган категории 4 и достиг максимальной скорости ветра 140 миль/ч (220 км/ч) и минимальное барометрическое давление 942 мбар (гПа; 27,82 дюймов рт. ст.), глубокая конвекция стала намного более симметричным относительно центра, и верхнего уровня оттока расширен.
Почти сразу после достижения максимальной интенсивности Катя начала быстро ослабевать, когда начался второй цикл замены глазных стенок; он быстро замедлился, поскольку сухой воздух окутал западную часть циркуляции и усилился северо-западный сдвиг ветра. Внутренний основной процесс был завершен к началу 7 сентября, что позволило Кате выровняться по интенсивности как ураган 1 категории в течение нескольких дней. Усиление юго-западного потока в результате проталкивания жёлоба на верхнем уровне на восток через Соединенные Штаты заставило Катю замедлиться и до 9 сентября вернуться на северо-восток. Ураган снова усилился в тот же день, в конечном итоге приведя Катю к температуре около (22°С) (72 °F). Глубокая конвекция в связи с бурей уменьшается и её циркуляции слиты с фронтальной системой, о том, что Катя завершила переход в внетропические циклоны до 12:00 UTC 10 сентября в то время находится около 290 миль (465 км) к юго-юго - восток от мыса гонки, Ньюфаундленд. Увеличивающаяся бароклинная энергия подпитывала мощный внетропический минимум, который 12 сентября огибал северное побережье Шотландии, а на следующий день был поглощен более крупной внетропической системой над Северным морем.

## Подготовка и последствия

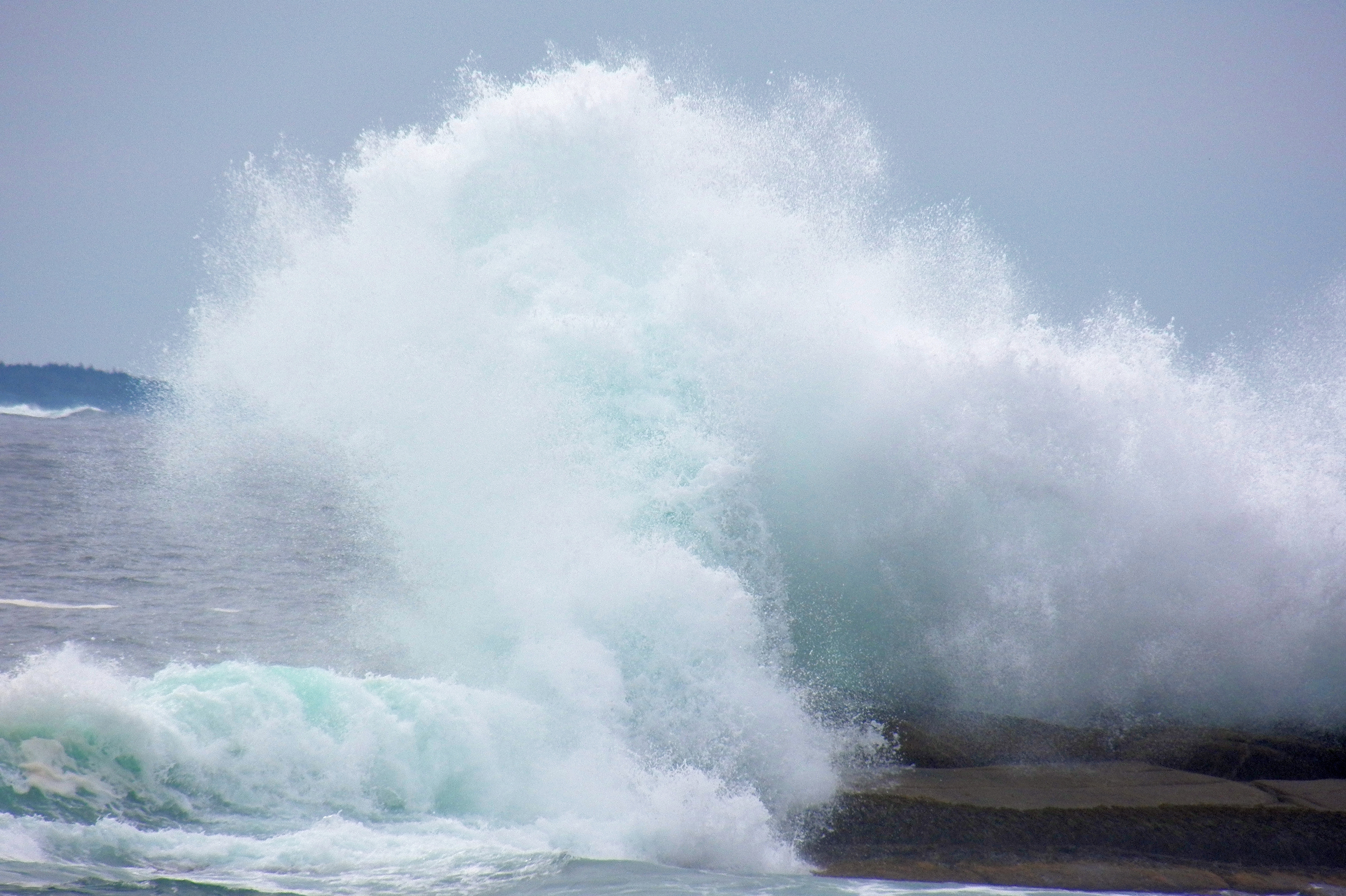
Прибой от Кати вдоль южного побережья Новой Шотландии

### Малые Антильские острова и США
Хотя Катя прошла хорошо к северо-востоку от Малых Антильских островов, в Гваделупе была поднята жёлтая тревога для потенциальной волны 3—5 метров (10—16 футов). В период с 6 по 7 сентября на Антигуа и Барбуда было зарегистрировано 21,59 миллиметра (0,85 дюйма) осадков во внешней полосе.
4 сентября NHC отметила, что большие волны, которые могут вызвать опасные для жизни условия, как ожидается в последующие дни повлияют на Восточное побережье США. Рост прибоя привел к смерти пловца в Ормонд-Бич, Флорида, на следующий день и второй смерти у Монхегана, штат Мэн, 11 сентября.

### Европа
После перехода в посттропический циклон Катя быстро пересекла Северную Атлантику и направилась в Европу, что побудило Метеорологическое бюро начать предупреждать граждан о потенциальных воздействиях в последующие дни 9 сентября. Три дня спустя организация подняла жёлтое предупреждение о суровой погоде. для всей Ирландии и большей части Соединенного Королевства, с более серьёзным предупреждением о жёлтом состоянии, поднятым в Северной Ирландии, северной Англии и южной Шотландии ; оба предупреждения предупреждали о возможности ураганного ветра. Одновременно с этим Мет Эйрианн обрисовал в общих чертах предупреждение об экстремальных погодных условиях по всей Ирландии, предупредив жителей о возможности ветра со скоростью 130 км/ч (80 миль в час), поваленных деревьев, поврежденных зданий и наводнений. Ирландские паромы отменили несколько рейсов между Дублином и Холихедом. Шведский метеорологический и гидрологический институт предупреждает о ураганных ветров вдоль побережья Швеции и осадках в соседней Норвегии.
Максимальный порыв ветра 158 км/ч (98 миль в час) был зарегистрирован на Кэрн-Горме (Шотландия), когда «Катя» ударила по региону, с пиковым порывом ветра 130 км/ч (81 миль в час), наблюдаемым на негорной станции в Капел-Куриг, Уэльс; эти наблюдения отметили сильнейшее воздействие тропического циклона со времен урагана Лили в 1996 году. Волны до 15 метров (49 футов) обрушились на западное побережье Ирландии, а обрушившиеся линии электропередач временно нарушили работу DART. Около 4000 семей остались без электричества по всей стране. На съемках телесериала «Игра престолов» шатёр общественного питания поднялся в воздух, причинив одну травму. В графстве Дарем (Соединенное Королевство), мужчина был убит после того, как дерево упало на минивэн, которым он управлял; пассажир получил не опасные для жизни травмы. Второй водитель был косвенно убит на автостраде M54 после того, как опасная погода привела к аварии с участием нескольких автомобилей. Южнее, в Брэдфорде, 11-летний мальчик был ранен после того, как его ударило осколок крыши гаража. Сбитые опоры электропередач подожгли несколько полей. Второй этап Тура Британии был принудительно отменен после того, как сильный ветер завалил велосипедный маршрут мусором. Остатки Кати нанесли ущерб даже на востоке России. В Санкт-Петербурге порывы ветра со скоростью до 45 миль в час (75 км/ч) повредили здания и оставили без электричества около 1500 жителей. В Эстонии ураган отключил электричество примерно в 940 домохозяйствах, особенно затронув остров Хийумаа и Харьюмаа, с сильным ветром в прибрежных районах, порывающим до 90 км/ч (55 миль в час).